# Refshaleøen
Refshaleøen ist eine Halbinsel im Hafengebiet von Kopenhagen. Ab 1868 von der Hafenverwaltung als Insel aufgeschüttet und mehrfach erweitert, bildet sie heute die Nordspitze der Insel Amager. 
Ihr Name leitet sich ab von der länglichen Untiefe Rævshale (zu deutsch „Fuchsschwanz“), auf der die Insel entstand. Diese Untiefe schützte anfangs das Kastell von Kopenhagen nach Osten gegen einlaufende feindliche Schiffe.
Im 19. Jahrhundert entwickelte sich Refshaleøen zu einem Industriestandort. 1868 ließ die Hafenverwaltung Erdreich aufschütten, 1872 siedelte sich die Werft Burmeister & Wain an. Sie stieg zu einem der wichtigsten Arbeitgeber der Stadt auf. Zu Glanzzeiten beschäftigte die Werft rund 8000 Menschen. Ein stolzes Kapitel der dänischen Industriegeschichte endete 1996 mit dem Konkurs.
Seitdem unterlag Refshaleøen einem vielbeachteten städteplanerischen Wandel. Gebäude wurden saniert und gaben Unternehmen der Kreativbranche und des Handwerks ein neues Zuhause. Es etablierten sich Flohmärkte, Kulturleben und Gastronomie. Seit 2008 ist hier das Raumfahrtunternehmen Copenhagen Suborbitals angesiedelt. Das Heavy-Metal-Festival Copenhell wird seit 2010 auf dem Gelände ausgetragen. Seit April 2011 existiert am Yachtclub Lynetten mit Yacht Service Knudsen wieder eine Werft für alle Motorbootstypen.